# Hollom Ndogpassou
 (janvier 2018).
Si vous disposez d'ouvrages ou d'articles de référence ou si vous connaissez des sites web de qualité traitant du thème abordé ici, merci de compléter l'article en donnant les références utiles à sa vérifiabilité et en les liant à la section « Notes et références ».
Holom Ndagassou est un village de la région de l'Extrême Nord, département du Mayo-Danay et arrondissement de Gobo, au Cameroun.
Ce village est limité au nord par le village de Kaygue, à l’Est par Ouro, au Sud par Mongui et à l’Ouest par Guiriou.

## Démographie
Holom Ndagassou a une population estimée à 1 226 habitants dont 582 hommes (47 %) et 644 femmes (53 %) lors du dernier recensement de 2005. La population de Holom Ndagassou représente 5,65 % de la population de la commune Gobo.